# Élection gouvernorale de 2015 en Louisiane
L'Élection du gouverneur de Louisiane de 2015 a lieu les 24 octobre et 21 novembre 2015.
Le chef des démocrates à la Chambre des représentants de Louisiane, John Bel Edwards, arrive en tête à l'issue de la primaire, toutefois sans obtenir la majorité des suffrages. Il affronte donc lors d'un ballotage le sénateur des États-Unis David Vitter (républicain), arrivé deuxième lors de la primaire. Scott Angelle et Jay Dardenne, deux élus républicains de l'État sont, eux, éliminés.
Edwards est élu à l'issue du ballotage, obtenant 56,11 % des suffrages. Il fait alors basculer l'État dans le camp démocrate.

## Contexte
Bobby Jindal (républicain) a été élu en 2007 et réélu en 2011, sans être mis en ballotage. Après deux mandats accomplis, il ne peut constitutionnellement pas se représenter.
Si la Louisiane a longtemps été un bastion du parti démocrate, à partir des années 1870, elle est devenue un fief du Parti républicain au début des années 2000. La dernière élection présidentielle américaine où la Louisiane a voté démocrate remonte à 1996 avec la victoire de Bill Clinton. En 2015, les républicains détiennent les deux sièges représentant la Louisiane au Sénat des États-Unis et cinq des six sièges à la Chambre des représentants des États-Unis.

## Mode de scrutin
La Louisiane possède un mode de scrutin particulier quant à l'élection du gouverneur de l'État, mis en place en 1978. Tous les candidats, tous partis confondus, s'affrontent ainsi lors d'une primaire dite « primaire de Louisiane » ou encore « primaire de la jungle », qui s'apparente à un, premier tour. Si un candidat obtient la majorité absolue des suffrages lors de la primaire, il est immédiatement élu. Dans le cas contraire, les deux candidats arrivés en tête, quel que soit leur parti, s'affrontent lors d'un second tour dont le vainqueur est déclaré élu.

## Primaire

### Candidats
| Candidat | Candidat         | Parti       | Fonction politique |
| -------- | ---------------- | ----------- | --- |
|          | Scott Angelle    | Républicain | Membre de la Commission du service public de Louisiane (depuis 2013) Lieutenant-gouverneur de Louisiane (2010) Secrétaire aux ressources naturelles de Louisiane (2004-2012)                 |
|          | Beryl Billiot    | Indépendant | Vétéran |
|          | Jay Dardenne     | Républicain | Lieutenant-gouverneur de Louisiane (depuis 2010) Secrétaire d'État de Louisiane (2006-2010) Sénateur de Louisiane pour le 16e district (1992-2006)                                           |
|          | Cary Deaton      | Démocrate   | Avocat |
|          | John Bel Edwards | Démocrate   | Chef de la minorité à la Chambre des représentants de Louisiane (depuis 2012) Représentant de Louisiane pour le 72e district (depuis 2008)                                                   |
|          | Jeremy Odom      | Indépendant | Pasteur baptiste |
|          | Eric Orgeron     | Indépendant | |
|          | S L Simpson      | Démocrate   | Vétéran |
|          | David Vitter     | Républicain | Sénateur des États-Unis pour la Louisiane (depuis 2005) Représentant des États-Unis pour le 1er district de Louisiane (1999-2005) Représentant de Louisiane pour le 81e district (1992-1999) |

### Sondages
| Institut            | Date       | Angelle (Républicain) | Dardenne (Républicain) | Edwards (Démocrate) | Landrieu (Démocrate) | Vitter (Républicain) |
| ------------------- | ---------- | --------------------- | ---------------------- | ------------------- | -------------------- | -------------------- |
| Institut            | Date       |                       |                        |                     |                      |                      |
| SMOR                | 11/12/2014 | 3 %                   | 19 %                   | 26 %                | —                    | 36 %                 |
| USA Today/Suffolk   | 26/10/2014 | 3 %                   | 10 %                   | 4 %                 | 23 %                 | 32 %                 |
| Magellan Strategies | 26/03/2014 | —                     | 13 %                   | 5 %                 | 26 %                 | 28 %                 |
| SMOR                | 12/11/2013 | 2 %                   | 18 %                   | 8 %                 | —                    | 30 %                 |

### Résultats
| Candidats | Candidats        | Parti       | Voix      | %         |
| --------- | ---------------- | ----------- | --------- | --------- |
|           | John Bel Edwards | Démocrate   | 444 517   | 39,89     |
|           | David Vitter     | Républicain | 256 300   | 23,00     |
|           | Scott Angelle    | Républicain | 214 982   | 19,29     |
|           | Jay Dardenne     | Républicain | 166 656   | 14,96     |
|           | Cary Deaton      | Démocrate   | 11 763    | 1,06      |
|           | S L Simpson      | Démocrate   | 7 420     | 0,67      |
|           | Beryl Billiot    | Indépendant | 5 694     | 0,51      |
|           | Jeremy Odom      | Indépendant | 4 756     | 0,43      |
|           | Eric Orgeron     | Indépendant | 2 248     | 0,20      |
|           |                  |             |           |           |
| Total     | Total            | Total       | 1 114 336 | 1 114 336 |

## Ballotage

### Sondages

#### Edwards vs. Vitter
| Institut                  | Date       | Edwards (Démocrate) | Vitter (Républicain) |
| ------------------------- | ---------- | ------------------- | -------------------- |
| Institut                  | Date       |                     |                      |
| Market Research Insight   | 10/11/2015 | 52 %                | 38 %                 |
| University of New Orleans | 08/11/2015 | 56 %                | 34 %                 |
| Market Research Insight   | 28/10/2015 | 54 %                | 38 %                 |
| PPP                       | 28/09/2014 | 32 %                | 50 %                 |
| PPP                       | 29/06/2014 | 30 %                | 52 %                 |
| PPP                       | 29/02/2014 | 30 %                | 51 %                 |

#### Dardenne vs. Vitter
| Institut         | Date       | Dardenne (Républicain) | Vitter (Républicain) |
| ---------------- | ---------- | ---------------------- | -------------------- |
| Institut         | Date       |                        |                      |
| Gravis Marketing | 14/11/2014 | 29 %                   | 43 %                 |
| PPP              | 28/09/2014 | 30 %                   | 37 %                 |
| PPP              | 29/06/2014 | 34 %                   | 40 %                 |
| PPP              | 29/02/2014 | 29 %                   | 41 %                 |

### Résultats
| Candidats | Candidats        | Parti       | Voix      | %         |
| --------- | ---------------- | ----------- | --------- | --------- |
|           | John Bel Edwards | Démocrate   | 646 924   | 56,11     |
|           | David Vitter     | Républicain | 505 940   | 43,89     |
|           |                  |             |           |           |
| Total     | Total            | Total       | 1 152 864 | 1 152 864 |